# العلاقات الجورجية الروسية
العلاقات الجورجية الروسية هي العلاقات الثنائية التي تجمع بين جورجيا وروسيا. العلاقات بين روسيا وجورجيا متوترة وتتخللها الكثير من المشاكل والصراعات.
تعود العلاقات الثنائية بين جورجيا وروسيا إلى مئات السنين، وما تزال معقدة على الرغم من بعض الروابط الدينية والتاريخية القائمة بين البلدين وشعبيهما. حدث أول تحالف رسمي بين جورجيا وروسيا في عام 1783، وذلك عندما وقع الملك هرقل الثاني ملك جورجيا الشرقية (مملكة كارتلي-كاخيتي) معاهدة جورجيفسك مع الإمبراطورية الروسية؛ والتي اعتبرتها الملكية الجورجية بديلًا عن حليفها الأرثوذكسي المفقود منذ زمن طويل الإمبراطورية الرومانية الشرقية.
لم تقدم روسيا أي مساعدة عندما غزا الفرس شرق جورجيا في عام 1795، وذلك على الرغم من تعهد روسيا بالدفاع عنها، فسعى الفرس لإعادة فرض سيطرتهم التقليدية على المنطقة. اتخذت كاترين العظيمة الروسية تدابير عقابية ضد بلاد فارس في وقت متأخر، ولكنها خُفِّفت بعد وفاتها وتنصيب بولس على العرش ضد رغبات الإمبراطورة. وقع بولس في ديسمبر عام 1800 إعلان ضم جورجيا إلى الإمبراطورية الروسية، وذلك نظرًا لافتقاره إلى خبرة والدته ولباقتها، وانتهى الضم بموجب مرسوم في 8 يناير عام 1801، وأكده القيصر ألكسندر الأول في 12 سبتمبر عام 1801. رد السفير الجورجي في روسيا بمذكرة احتجاج قدمها إلى نائب المستشار الروسي الأمير كوراكين، ولكن الجنرال الروسي كارل هينريتش كنورينغ فرض رسميًا السيطرة الروسية على المملكة على الرغم من ذلك في مايو عام 1801؛ وأسس حكومة برئاسة الجنرال إيفان بتروفيتش لازاريف. فقدت بلاد فارس رسميًا السيطرة على الأراضي الجورجية التي حكمتها لمدة لقرون.
لم يقبل النبلاء الجورجيون المرسوم حتى أبريل عام 1802 عندما حاصر الجنرال كنورينغ طبقة النبلاء في كاتدرائية سيوني في تبليسي؛ وأجبرهم على أداء القسم على التاج الإمبراطوري الروسي. اعتُقِل أولئك الذين لم يوافقوا عليه بشكل مؤقت. تبع ذلك عزل ونفي العاهل الجورجي، ورئيس الكنيسة، إلى سان بطرسبرغ فيما اعتُبِر في جورجيا انتهاكًا لمعاهدة جورجيفسك.
استعادت جورجيا استقلالها في عام 1918، وذلك بعد أن أمضت أكثر من قرن كجزء من الإمبراطورية الروسية، وأسست الجمهورية الأولى (جمهورية جورجيا الديمقراطية). غزت روسيا البلشفية جورجيا واحتلتها في عام 1921 لتشكيل الاتحاد السوفيتي في عام 1922. توترت العلاقات الثنائية الروسية الجورجية مرة أخرى عندما استعادت البلاد الاستقلال في عام 1991 بسبب دعم موسكو للمناطق الانفصالية داخل جورجيا، وسياسات جورجيا المستقلة المتعلقة بالطاقة، ونواياها للانضمام إلى الناتو مؤخرًا.
أعلن نائب وزير الخارجية غريغول فاشادزي، في 29 أغسطس عام 2009 في أعقاب الحرب الروسية الجورجية، أن جورجيا قطعت العلاقات الدبلوماسية مع روسيا؛ وقال أيضًا إنه يجب على الدبلوماسيين الروس مغادرة جورجيا، ولن يبقى دبلوماسي جورجي في روسيا، والمحافظة على العلاقات القنصلية فقط. قال المتحدث باسم وزارة الخارجية الروسية أندريه نيسترينكو إن روسيا تأسف لهذه الخطوة.

## العلاقات ما بعد الاستقلال (1992-2003)
بلغت التوترات بين جورجيا وروسيا، التي تصاعدت حتى قبل انهيار الاتحاد السوفيتي، ذروتها خلال الصراع الانفصالي في أبخازيا بين عامي 1992-1993. أثبت دعم مجموعات مختلفة داخل روسيا للأبخاز، مثل اتحاد شعوب جبال القوقاز، والقوقاز، والوحدات العسكرية النظامية، ودعم إخوانهم العرقيين الذين عاشوا في كيانات روسيا الاتحادية في أوسيتيا الشمالية لأوسيتيا الجنوبية، أهمية بالغة في انفصال أبخازيا وأوسيتيا الجنوبية عن جورجيا.
اضطر الزعيم الجورجي إدوارد شيفردنادزه في أعقاب النكسة العسكرية في أبخازيا في عام 1993 إلى الانصياع لضغوط الكرملين. وافق على الانضمام إلى كومنولث الدول المستقلة وإضفاء الشرعية على القواعد العسكرية الروسية في جورجيا، مثل قاعدة فازياني العسكرية وغوداوتا وآخالكالاكي وباطوم؛ وذلك مقابل الدعم الروسي ضد القوات الموالية للرئيس الجورجي المخلوع زفياد جامساخورديا.
توصلت قمة منظمة الأمن والتعاون في أوروبا في إسطنبول في نوفمبر عام 1999 إلى اتفاق يقضي بإخلاء روسيا جميع القواعد قبل الأول من يوليو عام 2001.
سُلِّمت قاعدة فازياني في 29 يونيو عام 2001، ولم تُسلَّم قاعدة آخالكالاكي حتى 27 يونيو عام 2007، وباطوم في 13 نوفمبر عام 2007. لم تكن قاعدة غوداوتا تحت سيطرة جورجيا لوجودها في أبخازيا.
تسيطر روسيا على بعثات حفظ السلام الجماعية في أبخازيا وأوسيتيا الجنوبية، ولكنها تعرضت لانتقادات جورجيا، والعديد من الدبلوماسيين الغربيين في الآونة الأخيرة، لفشلها في الحفاظ على الحياد في مناطق الصراع.
اتهمت روسيا جورجيا بمساعدة الانفصاليين الشيشان، وأُكِّد وصول بعض الإمدادات والتعزيزات إلى المتمردين عبر الأراضي الجورجية. لجأ الانفصاليون أيضًا إلى وادي بانكيسي شرقي جورجيا. اتخذت الحكومة الجورجية خطوات لفرض النظام على الحدود مع روسيا بمساعدة الولايات المتحدة؛ وذلك بعد أن هددت روسيا بشن هجمات عبر الحدود ضدهم في عام 2002.

## العلاقات بعد ثورة الزهور (2003 إلى الوقت الحاضر)

### ترحيل الجورجيين
بدأت السلطات الروسية بترحيل المواطنين الجورجيين من روسيا بتهمة انتهاك التأشيرات خلال فترة الخلاف بينهما على التجسس. اتهمت حكومة جورجيا ومنظمات حقوق الإنسان المؤثرة مثل فريدم هاوس وهيومن رايتس ووتش السلطات الروسية «بالتسامح والتشجيع على إساءة معاملة المهاجرين من جورجيا ودول القوقاز الأخرى» وبتهمة «تنظيم حملة لاحتجاز وطرد آلاف الجورجيين الذين يعيشون في روسيا». رفعت جورجيا دعوى قضائية بين الولايات أمام المحكمة الأوروبية لحقوق الإنسان في 27 مارس عام 2007 بشأن قضايا انتهاكات الاتفاقية الأوروبية لحماية حقوق الإنسان والحريات الأساسية في مسار ترحيل المواطنين الجورجيين من روسيا في خريف عام 2006. وصفت روسيا ذلك بأنه «خطوة غير ودية وجديدة ضد روسيا».

### التطبيع بعد عام 2010
قدمت جورجيا في فبراير عام 2012 نظامًا بدون تأشيرة للروس الذين يزورون جورجيا في زيارات قصيرة. أجرى الممثلون الروس والجورجيون في ديسمبر عام 2012 أول مناقشات متبادلة بعد الحرب. عززت العديد من الجهات الفاعلة التي ترعاها الحكومة الروسية وجودها في جورجيا في محاولة لتحسين العلاقات. تأسس مركز بريماكوف الروسي- الجورجي أو الجورجي-الروسي العام في عام 2013 بدعم من صندوق جورتشاكوف. أتت فرص تعزيز الاتصالات بين الأفراد من مؤسسة روسكي مير، والتي تقدم الدعم المالي للمنظمات الجورجية من خلال برنامج المنح الخاص بها. أدلى رئيس الوزراء الجورجي جيورجي كفيركاشفيلي ببيان حول استعداد جورجيا لتطبيع العلاقات الثنائية مع موسكو في 9 مارس عام 2018.
احتجاجات عام 2020
بدأت الاحتجاجات بالاندلاع حول البرلمان الجورجي في 20 يونيو بسبب ممارسات الحزب الحاكم وعلاقته بروسيا. جاء ذلك في أعقاب خطاب ألقاه السياسي الروسي سيرجي جافريلوف من كرسي رئيس مجلس النواب في مبنى البرلمان الجورجي. ألقى جافريلوف هذا الخطاب من خلال واجباته في الجمعية البرلمانية الدولية المعنية بالأرثوذكسية. كانت الاحتجاجات التي تلت ذلك ستؤدي إلى توتر العلاقات بين البلدين. أوقفت روسيا الرحلات الجوية المباشرة بين الدول كردٍ واضح؛ وزادت من اللوائح الخاصة بصادرات جورجيا الرئيسية إلى روسيا، كالنبيذ والمياه المعدنية.
حظرت روسيا رحلات الركاب المباشرة بينها وجورجيا اعتبارًا من 8 يوليو، وأشارت إلى «الحاجة إلى ضمان مستوى كافٍ من أمن الطيران». ما تزال الرحلات الجوية غير المباشرة عبر مينسك، وإسطنبول، وباكو ويريفان، بالإضافة إلى الحدود البرية بين البلدين.

## مقارنة بين البلدين
هذه مقارنة عامة ومرجعية للدولتين:
| وجه المقارنة                                              | جورجيا                          | روسيا                                   |
| --------------------------------------------------------- | ------------------------------- | --------------------------------------- |
| المساحة (كم2)                                             | 69.70 ألف                       | 17.08 مليون                             |
| عدد السكان (نسمة)                                         | 3.72 مليون                      | 146.80 مليون                            |
| الكثافة السكانية (ن./كم²)                                 | 53.37                           | 8.59                                    |
| العاصمة                                                   | تبليسي، كوتايسي                 | موسكو                                   |
| اللغة الرسمية                                             | اللغة الجورجية، اللغة الأبخازية | اللغة الروسية                           |
| العملة                                                    | لاري جورجي                      | روبل روسي                               |
| الناتج المحلي الإجمالي (بليون دولار)                      | 15.16 مليار                     | 1.58 تريليون                            |
| الناتج المحلي الإجمالي (تعادل القوة الشرائية) بليون دولار | 35.68 مليار                     | 3.69 تريليون                            |
| الناتج المحلي الإجمالي الاسمي للفرد دولار أمريكي          | 3.79 ألف                        | 9.09 ألف                                |
| الناتج المحلي الإجمالي للفرد دولار أمريكي                 |                                 |                                         |
| مؤشر التنمية البشرية                                      | 0.754                           | 0.798                                   |
| رمز المكالمات الدولي                                      | +995                            | +7                                      |
| رمز الإنترنت                                              | .ge، .გე ‏                       | .ru، .рф، .рус ‏، .su                    |
| المنطقة الزمنية                                           | ت ع م+04:00                     | Magadan Time ‏، ت ع م+02:00، ت ع م+12:00 |

## مدن متوأمة
في ما يلي قائمة باتفاقيات التوأمة بين مدن جورجية وروسية:
- ترتبط New Athos [الإنجليزية]‏ مع ساروف باتفاقية توأمة منذ 23 ديسمبر 2014.
- ترتبط بيتسوندا مع دميتروف باتفاقية توأمة.
- ترتبط روستاوي مع كراسنويارسك باتفاقية توأمة منذ 6 مايو 2015.[33][34][35][36]
- ترتبط Kvaisa [الإنجليزية]‏ مع Tomilino [الإنجليزية]‏ باتفاقية توأمة منذ 2007.
- ترتبط أوشامشير مع كوستروما باتفاقية توأمة.
- ترتبط باطوم مع يالطا باتفاقية توأمة منذ 1992.[37][37][37][37]
- ترتبط كوتايسي مع تولا باتفاقية توأمة منذ 1997.[38][38][38][39]
- ترتبط خوني مع إيليستا باتفاقية توأمة.

## منظمات دولية مشتركة
يشترك البلدان في عضوية مجموعة من المنظمات الدولية، منها:
| علم المنظمة | اسم المنظمة                          | تاريخ انضمام جورجيا | تاريخ انضمام روسيا |
| ----------- | ------------------------------------ | ------------------- | ------------------ |
|             | مؤسسة التنمية الدولية                | 31 أغسطس 1993       | 16 يونيو 1992      |
|             | اتفاقية السماوات المفتوحة            | ?                   | ?                  |
|             | منظمة الأمن والتعاون في أوروبا       | 24 مارس 1992        | 1992               |
|             | المنظمة الهيدروغرافية الدولية        | ?                   | ?                  |
|             | مؤسسة التمويل الدولية                | 29 يونيو 1995       | 12 أبريل 1993      |
|             | مجلس أوروبا                          | 27 أبريل 1999       | 28 فبراير 1996     |
|             | يونسكو                               | 7 أكتوبر 1992       | 21 أبريل 1954      |
|             | منظمة التعاون الاقتصادي للبحر الأسود | 25 يونيو 1992       | 4 يونيو 1992       |
|             | الأمم المتحدة                        | 31 يوليو 1992       | 24 أكتوبر 1945     |
|             | الاتحاد الدولي للاتصالات             | 7 يناير 1993        | 1866               |
|             | البنك الدولي للإنشاء والتعمير        | 7 أغسطس 1992        | 16 يونيو 1992      |
|             | الاتحاد البريدي العالمي              | ?                   | ?                  |
|             | منظمة التجارة العالمية               | 14 يونيو 2000       | 22 أغسطس 2012      |
|             | الفريق المعني برصد الأرض             | ?                   | ?                  |

## أعلام
هذه قائمة لبعض الشخصيات التي تربطها علاقات بالبلدين:
- آنا تشاكفيتادزه (لاعبة كرة مضرب روسية، 5 مارس 1987 – )
- بولاط أوكوجاوا (كاتب روسي، 9 مايو 1924[44][45] – 12 يونيو 1997[44])
- سفيتلانا ستالين (28 فبراير 1926[46][47] – 22 نوفمبر 2011[46][47])
- كاتي ميلوا (16 سبتمبر 1984[48][49][50] – )

## وصلات خارجية
- موقع وزارة الخارجية الجورجية
- موقع وزارة الخارجية الروسية